# العنقا
العنقا (نام علمی: Alanqa saharica) نام یک گونه از تیره اژدرهایان است.